# Cancrinita
La cancrinita es un mineral de la clase de los tectosilicatos, dentro de los cuales pertenece al llamado "grupo de la cancrinita" incluido en el grupo de los feldespatoides.
Fue descubierto en 1839 en los montes Urales, en el Óblast de Cheliábinsk, y fue nombrado así en honor de Georg Cancrin (1774-1845), ministro de finanzas ruso.

## Características químicas
Es un aluminio-tecto-silicato hidratado complejo, pues en su molécula parte de los cationes están sustituidos o estabilizdos por cationes de carbonato y de sulfato, pudiendo además del sodio y calcio llevar otros metales, lo que causa la multitud de tonalidad de color que puede tener este mineral. Entre las impurezas más comunes están: titanio, hierro, magnesio, potasio, cloro o azufre.

## Formación y yacimientos
Es un mineral primario en rocas ígneas de tipo alcalino, formado como producto de alteración a partir de la nefelina.
Minerales que a los comúnmente está asociado son: sodalita, ortoclasa, nefelina, natrolita, monticellita y andradita.